# Les Princes
Série
Latcho Drom
(1993)
Pour plus de détails, voir Fiche technique et Distribution.
Les Princes est un film français de Tony Gatlif sorti le 2 novembre 1983.

## Synopsis
Nara, un gitan vit avec sa fille et sa mère dans une HLM vétuste de la banlieue parisienne.

## Fiche technique
- Réalisation : Tony Gatlif
- Scénario : Tony Gatlif et Marie-Hélène Rudel
- Photographie : Jacques Loiseleux
- Musique : Tony Gatlif
- Montage : Claudine Bouché
- Année : 1983
- Genre : drame
- Pays :  France
- Date : 2 novembre 1983
- Durée : 100 minutes

## Distribution
- Gérard Darmon : Nara
- Tony Librizzi : Tony
- Tony Gatlif : Léo
- Muse Dalbray : la grand-mère
- Céline Militon : Zorka
- Concha Tavora : Miralda
- Hagop Arslanian : Chico
- Dominique Maurin : Petiton
- Farid Chopel : Samson, le fou
- Éléonore Hirt : Jeanne
- Anne-Marie Philipe : l'institutrice
- Gérard Darrieu : le gendarme
- Bernard Dhéran : le mari de Jeanne
- Francis André-Loux : le mari de l'institutrice
- Max Morel : le maçon
- Michel Norman : le photographe